# Würting (Gemeinde Offenhausen)
Würting ist ein Weiler, eine Ortschaft und eine Katastralgemeinde der Marktgemeinde Offenhausen im oberösterreichischen Bezirk Wels-Land im Hausruckviertel.
Würting liegt auf 396 Metern Seehöhe im Grünbachtal, eingebettet in die hügeligen Ausläufer des Hausrucks, etwa 1 km südwestlich des Gemeindehauptortes Offenhausen. Die Ausdehnung der Katastralgemeinde beträgt von Nord nach Süd rund 2,5 km, von West nach Ost ebenfalls rund 2,5 km, die Fläche beträgt 4,38 km². In der Ortschaft liegt das Schloss Würting.
Die Ortschaft Würting hat 34 Einwohner (Stand 2001), zur Katastralgemeinde gehören außerdem die Ortschaften Balding (36 Einwohner), Haindorf (28 Einwohner), Hölking (9 Einwohner), Pfaffendorf (44 Einwohner), Weinberg (42 Einwohner) und Wieshäusl (27 Einwohner).